# Usera (distrito)
Usera é um distrito pertencente à cidade de Madri (Espanha). Está organizado administrativamente nos bairros de Orcasitas (121), Orcasur (122), San Fermín (123), Almendrales (124), Moscardó (125), Zofío (126) e Pradolongo (127).
O distrito foi criado na reestruturação municipal ocorrida em 28 de março de 1987. Se delimita com o rio Manzanares, a ponte de Praga, o paseo de Santa María de la Cabeza, a praça de Fernández Ladreda, a rodovia A-42 (Madri - Toledo) e a M-40. 

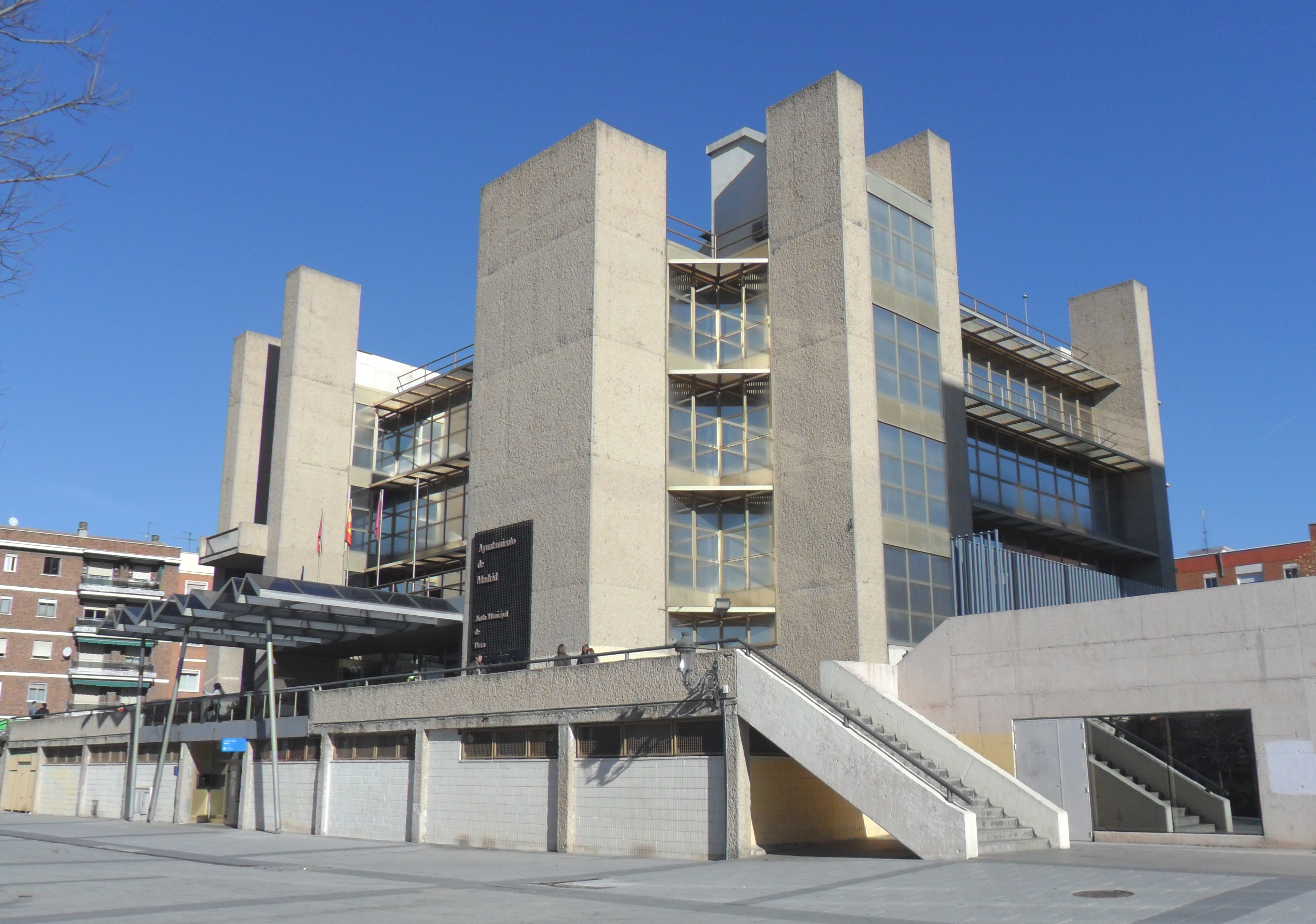
Junta Municipal de Usera.

Uma pequena parte do território deste distrito pertencia aos municípios de Carabanchel e Madri antes das anexações ocorridas entre finais da década de 1940 e início dos anos 1950. a maior parte do distrito se originou de terrenos que pertenciam ao município de Villaverde antes de sua incorporação por Madri ocorrida em 31 de julho de 1954. A superfície de Usera é de 770,28 hectares.
O distrito recebeu esse nome por causa do bairro de Usera, situado ao norte do distrito. Este bairro tem sua origem em terrenos situados ao norte do município de Villaverde que pertenciam a um rico agricultor chamado pelo povo de el tío Sordillo (Tio Sordillo). Uma filha deste agricultor se casou com o Coronel Marcelo Usera. Este militar e homem de negócios levantou a hipótese de que o loteamento desses terrenos seria mais rentável que seu cultivo, sendo por isso que entre 1925 e 1930 se iniciou a divisão e venda dos lotes.
O encarregado da delineação e traçado das ruas foi o administrador de D. Marcelo, que decidiu dar às ruas nomes dos membros da família Usera, assim como dos trabalhadores e alguns vizinhos. Tais ruas são, por exemplo, Isabelita, Amparo ou Gabriel Usera. Sua rua principal é Marcelo Usera, situada entre a Praça de Fernández Ladreda (conhecida popularmente como Praça Elíptica) e a Glorieta de Cádiz. Adjacente ao distrito de Carabanchel pelo oeste e noroeste, com o distrito de Arganzuela e o rio Manzanares pelo nordeste, com o distrito de Puente de Vallecas pelo leste e com o distrito de Villaverde pelo sul. As festas de Usera são celebradas na última semana de junho e em 1 de julho.

## Educação

### Educação infantil, primária e secundária
No distrito de Usera, há 18 creches (9 públicas e 9 privadas), 11 colégios públicos de educação infantil e primária, 5 institutos de educação secundária e 16 colégios privados (com e sem concerto).

## Bairros

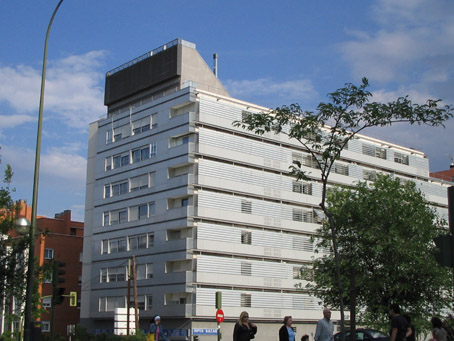
Edifício em San Fermín (Usera).

Este distrito está dividido em sete bairros:
- Almendrales
- Moscardó
- Orcasitas
- Orcasur
- Pradolongo
- San Fermín
- Zofío

## Património
- Parque Lineal de Manzanares
- Caja Mágica
- Parróquia do Sagrado Coração de Jesus
- Biblioteca José Hierro